# Conséquences du séisme de 2011 de la côte Pacifique du Tōhoku sur l'industrie du jeu vidéo
 (novembre 2015).
Le séisme de 2011 de la côte Pacifique du Tōhoku a eu un impact significatif sur le Japon, dont un de ses principales industries d'exportation, l'industrie des jeux vidéo et des consoles. Les dommages causés aux infrastructures japonaises ont entraîné des délais dans la livraison des logiciels et processeurs, et l'annulation de certains projets quand le contenu du jeu vidéo était considéré comme similaires aux évènements. L'industrie du jeu vidéo a contribué aux efforts humanitaires pour soutenir ceux directement touchés par le tremblement de terre et le tsunami qui suivit.
Les membres de l'industrie du jeu vidéo firent des donations pour soutenir les ONG dont Nintendo, Sony Computer Entertainment, Namco Bandai, Sega Sammy, Capcom, et Tecmo Koei.

## Sources
- (en) Cet article est partiellement ou en totalité issu de l’article de Wikipédia en anglais intitulé « Impact of the 2011 Tōhoku earthquake and tsunami on the video game industry » (voir la liste des auteurs).